# Nationaal Park Trakai
Nationaal park Trakai (Litouws: Trakų istorinis nacionalinis parkas) (voluit: Nationaal historisch park Trakai) is een nationaal park in Litouwen. Het park werd opgericht in 1992 en is 82 vierkante kilometer groot. Het landschap omvat de meren en bossen rond het kasteel Trakai in Trakai.